# 힙합 음악
힙합(영어: hip hop, hip-hop)은 대중음악의 한 장르로서, 주로 랩을 동반한 리듬감이 특징이다.

## 1980년대

### 대중화
1980년대 초

### 황금기
힙합의 전성기, 힙합의 ‘골든 에라’, 즉 황금기는 보통 1980년대 후반부터 90년대 중후반 투팍과 노토리어스 BIG의 사망시기까지를 일컫는다. 이 시기에는 힙합이 다양성, 높은 질, 혁명, 영향력으로 각광받던 시대였다.

### 갱스터 랩과 웨스트 코스트 힙합
갱스터 랩은 폭력적인 젊은이들의 일상을 반영한 힙합 장르이다. 1980년대 중반 Schoolly D와 아이스 티라는 음악가들이 선도했고, 1980년대 후반에는 N.W.A 등의 그룹이 갱스터랩을 했었다. 90년대에 이르러서는 닥터 드레 (Dr. Dre)라는 아티스트가 [[펑크
안녕

## 2000년대
2000년대, 남부 힙합은 크렁크 음악으로 새로 태어났다. 힙합은 다른 주요 팝 음악들에 이시기에 많은 영향을 주었다.

### 세계적인 대중음악
탄자니아 같은 나라는 2000년대 초까지 그들 고유 음악을 고수하고 미국 트렌드를 따르지 않았다. 동시에 다른 나라들은 미국 스타일의 음악을 좋아했다. 스칸디나비아와 덴마크, 스웨덴, 러시아, 일본, 필리핀, 한국, 중국, 캐나다, 인도, 베트남 같은 국가들은 힙합 문화를 적극적으로 받아들였다. 독일과 프랑스의 경우 갱스터 랩이 유명한데 이 랩은 폭력적이거나 과격한 표현을 좋아하는 젊은 사람들 사이에서 인기를 얻고 있다.

### 크렁크와 스냅 음악
크렁크(Crunk)는 1990년대 후반 남부 힙합에서 발생되었다. 이 스타일은 멤피스 , 테네시, 아틀란타, 조지아 음악가들이 선도하고 상업화하였다.
스냅 음악은 크런크에서 파생된 장르로써 1990년대 후반 애틀랜타, 조지아에서 발생했다. 2005년 중반 텍사스 음악가들은 이 장르에 열광하였고 테네시주 음악가들도 곧 이 스타일을 추종했다.

## 같이 보기
- 힙합 장르 목록
- 미국의 음악